# Gouvernement Kreisky III
 (août 2023).
Si vous disposez d'ouvrages ou d'articles de référence ou si vous connaissez des sites web de qualité traitant du thème abordé ici, merci de compléter l'article en donnant les références utiles à sa vérifiabilité et en les liant à la section « Notes et références ».
IIe République d'Autriche
Kreisky II Kreisky IV
Le gouvernement Kreisky III (en allemand : Bundesregierung Kreisky III) est le gouvernement fédéral autrichien entre le 28 octobre 1975 et le 9 mai 1979, durant la quatorzième législature du Conseil national.

## Majorité et historique
Dirigé par le chancelier fédéral social-démocrate sortant Bruno Kreisky, ce gouvernement est constitué et soutenu par le seul Parti socialiste d'Autriche (SPÖ), qui dispose de 93 députés sur 183, soit 50,8 % des sièges au Conseil national.
Il a été formé à la suite des élections législatives du 5 octobre 1975 et succède au gouvernement Kreisky II, également soutenu par les seuls sociaux-démocrates.
Lors des élections législatives anticipées du 6 mai 1979, le SPÖ consolide sa majorité absolue, acquise en 1971, en dépassant 51 % des suffrages exprimés, soit le record absolu de la Deuxième République d'Autriche. Le chancelier Kreisky constitue alors, avec son seul parti, son quatrième gouvernement.

## Composition

### Initiale (28 octobre 1975)
- Par rapport au gouvernement Kreisky II, les nouveaux ministres sont indiqués en gras, ceux ayant changé d'attributions en italique.

| Fonction                                                            | Titulaire | Titulaire         | Parti |
| ------------------------------------------------------------------- | --------- | ----------------- | ----- |
| Chancelier fédéral                                                  |           | Bruno Kreisky     | SPÖ   |
| Vice-chancelier Ministre fédéral de la Protection sociale           |           | Rudolf Häuser     | SPÖ   |
| Ministre fédéral des Affaires étrangères                            |           | Erich Bielka      | Sans  |
| Ministre fédéral des Travaux publics et de la Technologie           |           | Josef Moser       | SPÖ   |
| Ministre fédéral des Finances                                       |           | Hannes Androsch   | SPÖ   |
| Ministre fédéral de la Santé et de la Protection de l'environnement |           | Ingrid Leodolter  | SPÖ   |
| Ministre fédéral du Commerce, de l'Artisanat et de l'Industrie      |           | Josef Staribacher | SPÖ   |
| Ministre fédéral de l'Intérieur                                     |           | Otto Rösch        | SPÖ   |
| Ministre fédéral de la Justice                                      |           | Christian Broda   | SPÖ   |
| Ministre fédéral de la Défense nationale                            |           | Karl Lütgendorf   | Sans  |
| Ministre fédéral de l'Agriculture et des Forêts                     |           | Oskar Veihs       | SPÖ   |
| Ministre fédéral de l'Enseignement et des Arts                      |           | Fred Sinowatz     | SPÖ   |
| Ministre fédéral des Transports                                     |           | Erwin Lanc        | SPÖ   |
| Ministre fédéral de la Science et de la Recherche                   |           | Hertha Firnberg   | SPÖ   |

### Remaniement du1eroctobre 1976
- Les nouveaux ministres sont indiqués en gras, ceux ayant changé d'attributions en italique.

| Fonction                                                            | Titulaire | Titulaire                             | Parti |
| ------------------------------------------------------------------- | --------- | ------------------------------------- | ----- |
| Chancelier fédéral                                                  |           | Bruno Kreisky                         | SPÖ   |
| Vice-chancelier Ministre fédéral des Finances                       |           | Hannes Androsch                       | SPÖ   |
| Ministre fédéral des Affaires étrangères                            |           | Willibald Pahr                        | Sans  |
| Ministre fédéral des Travaux publics et de la Technologie           |           | Josef Moser                           | SPÖ   |
| Ministre fédéral de la Santé et de la Protection de l'environnement |           | Ingrid Leodolter                      | SPÖ   |
| Ministre fédéral du Commerce, de l'Artisanat et de l'Industrie      |           | Josef Staribacher                     | SPÖ   |
| Ministre fédéral de l'Intérieur                                     |           | Otto Rösch                            | SPÖ   |
| Ministre fédéral de la Justice                                      |           | Christian Broda                       | SPÖ   |
| Ministre fédéral de la Défense nationale                            |           | Karl Lütgendorf (jusqu'au 31/05/1977) | Sans  |
| Ministre fédéral de la Défense nationale                            |           | Bruno Kreisky (par intérim)           | SPÖ   |
| Ministre fédéral de l'Agriculture et des Forêts                     |           | Günter Haiden                         | SPÖ   |
| Ministre fédéral de la Protection sociale                           |           | Gerhard Weißenberg                    | SPÖ   |
| Ministre fédéral de l'Enseignement et des Arts                      |           | Fred Sinowatz                         | SPÖ   |
| Ministre fédéral des Transports                                     |           | Erwin Lanc                            | SPÖ   |
| Ministre fédéral de la Science et de la Recherche                   |           | Hertha Firnberg                       | SPÖ   |

### Remaniement du 8 juin 1977
- Les nouveaux ministres sont indiqués en gras, ceux ayant changé d'attributions en italique.

| Fonction                                                            | Titulaire | Titulaire          | Parti |
| ------------------------------------------------------------------- | --------- | ------------------ | ----- |
| Chancelier fédéral                                                  |           | Bruno Kreisky      | SPÖ   |
| Vice-chancelier Ministre fédéral des Finances                       |           | Hannes Androsch    | SPÖ   |
| Ministre fédéral des Affaires étrangères                            |           | Willibald Pahr     | Sans  |
| Ministre fédéral des Travaux publics et de la Technologie           |           | Josef Moser        | SPÖ   |
| Ministre fédéral de la Santé et de la Protection de l'environnement |           | Ingrid Leodolter   | SPÖ   |
| Ministre fédéral du Commerce, de l'Artisanat et de l'Industrie      |           | Josef Staribacher  | SPÖ   |
| Ministre fédéral de l'Intérieur                                     |           | Erwin Lanc         | SPÖ   |
| Ministre fédéral de la Justice                                      |           | Christian Broda    | SPÖ   |
| Ministre fédéral de la Défense nationale                            |           | Otto Rösch         | SPÖ   |
| Ministre fédéral de l'Agriculture et des Forêts                     |           | Günter Haiden      | SPÖ   |
| Ministre fédéral de la Protection sociale                           |           | Gerhard Weißenberg | SPÖ   |
| Ministre fédéral de l'Enseignement et des Arts                      |           | Fred Sinowatz      | SPÖ   |
| Ministre fédéral des Transports                                     |           | Karl Lausecker     | SPÖ   |
| Ministre fédéral de la Science et de la Recherche                   |           | Hertha Firnberg    | SPÖ   |